# Gran Premio motociclistico della Repubblica Ceca 2010
Il Gran Premio motociclistico della Repubblica Ceca 2010 corso il 15 agosto, è stato il decimo Gran Premio della stagione 2010 e ha visto vincere: Jorge Lorenzo in MotoGP, Toni Elías in Moto2 e Nicolás Terol nella classe 125.

## MotoGP

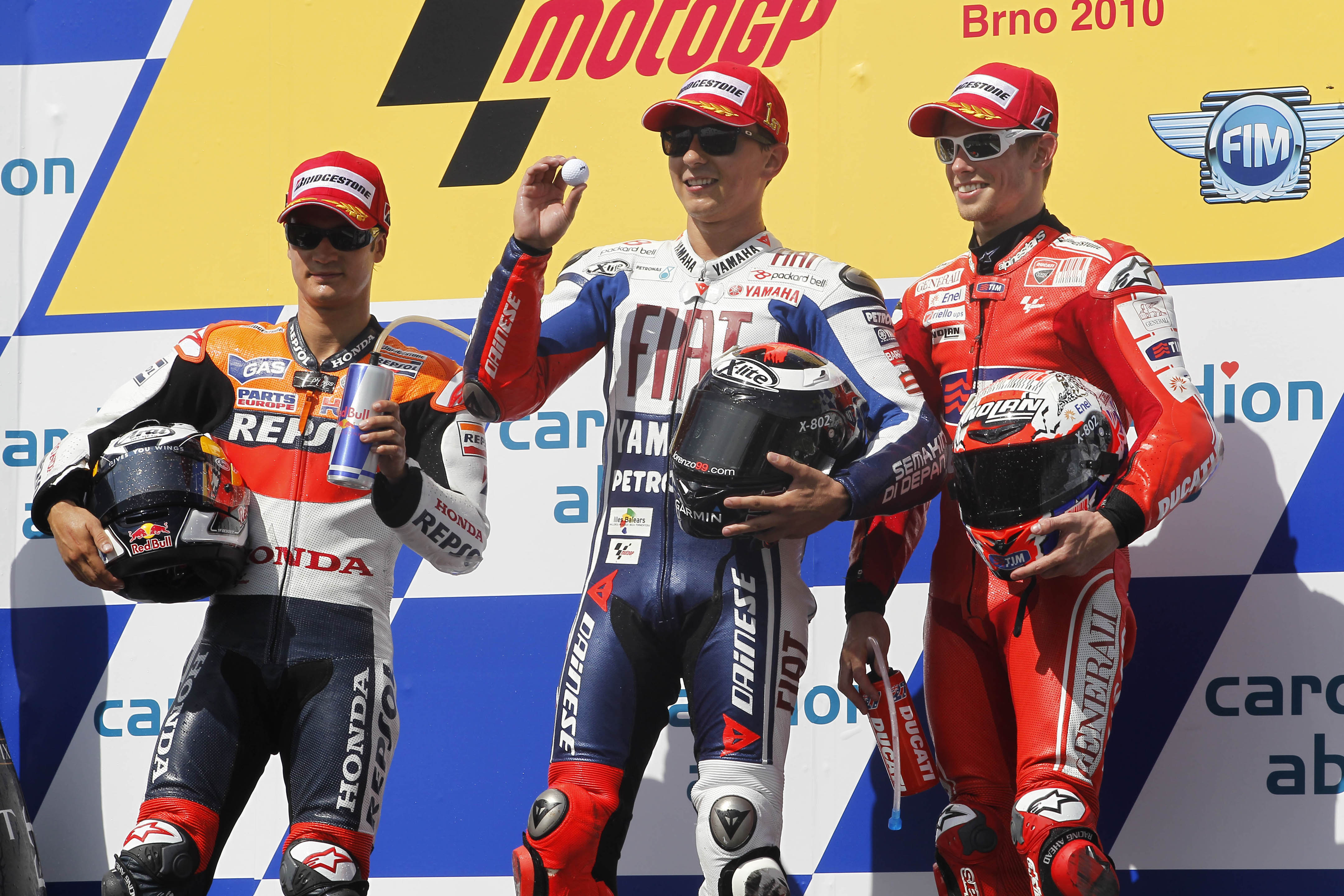
Pedrosa, Lorenzo e Stoner, sul palco di premiazione, dopo essere arrivati rispettivamente secondo, primo e terzo nella gara della classe MotoGP

Hiroshi Aoyama, infortunato, viene sostituito da Alex De Angelis.

### Arrivati al traguardo
| Pos. | Nº | Pilota           | Squadra                 | Motocicletta | Giri | Tempo     | Griglia | Punti |
| ---- | -- | ---------------- | ----------------------- | ------------ | ---- | --------- | ------- | ----- |
| 1º   | 99 | Jorge Lorenzo    | Fiat Yamaha             | Yamaha       | 22   | 43:22.638 | 3º      | 25    |
| 2º   | 26 | Daniel Pedrosa   | Repsol Honda            | Honda        | 22   | +5.494    | 1º      | 20    |
| 3º   | 27 | Casey Stoner     | Ducati Team             | Ducati       | 22   | +11.426   | 4º      | 16    |
| 4º   | 11 | Ben Spies        | Monster Yamaha Tech 3   | Yamaha       | 22   | +13.723   | 2º      | 13    |
| 5º   | 46 | Valentino Rossi  | Fiat Yamaha             | Yamaha       | 22   | +17.930   | 5º      | 11    |
| 6º   | 69 | Nicky Hayden     | Ducati Team             | Ducati       | 22   | +26.815   | 8º      | 10    |
| 7º   | 5  | Colin Edwards    | Monster Yamaha Tech 3   | Yamaha       | 22   | +33.396   | 7º      | 9     |
| 8º   | 33 | Marco Melandri   | San Carlo Honda Gresini | Honda        | 22   | +39.406   | 14º     | 8     |
| 9º   | 40 | Héctor Barberá   | Paginas Amarillas Aspar | Ducati       | 22   | +39.639   | 9º      | 7     |
| 10º  | 14 | Randy de Puniet  | LCR Honda               | Honda        | 22   | +40.893   | 11º     | 6     |
| 11º  | 58 | Marco Simoncelli | San Carlo Honda Gresini | Honda        | 22   | +42.032   | 12º     | 5     |
| 12º  | 41 | Aleix Espargaró  | Pramac Racing           | Ducati       | 22   | +47.091   | 16º     | 4     |
| 13º  | 15 | Alex De Angelis  | Interwetten Honda       | Honda        | 22   | +51.368   | 15º     | 3     |

### Ritirati
| Nº | Pilota           | Squadra       | Motocicletta | Giri | Griglia |
| -- | ---------------- | ------------- | ------------ | ---- | ------- |
| 19 | Álvaro Bautista  | Rizla Suzuki  | Suzuki       | 21   | 17º     |
| 36 | Mika Kallio      | Pramac Racing | Ducati       | 7    | 13º     |
| 4  | Andrea Dovizioso | Repsol Honda  | Honda        | 6    | 6º      |
| 65 | Loris Capirossi  | Rizla Suzuki  | Suzuki       | 1    | 10º     |

## Moto2
Variazioni nella lista dei partecipanti in questa classe riguardano: Vladimir Leonov che viene sostituito da Patrik Vostárek e Xavier Siméon su Moriwaki che corre grazie ad una wildcard.

### Arrivati al traguardo
| Pos. | Nº | Pilota              | Squadra                      | Motocicletta | Giri | Tempo     | Griglia | Punti |
| ---- | -- | ------------------- | ---------------------------- | ------------ | ---- | --------- | ------- | ----- |
| 1º   | 24 | Toni Elías          | Gresini Racing               | Moriwaki     | 20   | 41:51.715 | 3º      | 25    |
| 2º   | 72 | Yūki Takahashi      | Tech 3 Racing                | Tech 3       | 20   | +2.312    | 5º      | 20    |
| 3º   | 29 | Andrea Iannone      | Fimmco Speed Up              | Speed Up     | 20   | +2.959    | 2º      | 16    |
| 4º   | 16 | Jules Cluzel        | Forward Racing               | Suter        | 20   | +6.905    | 11º     | 13    |
| 5º   | 60 | Julián Simón        | Mapfre Aspar                 | Suter        | 20   | +6.974    | 9º      | 11    |
| 6º   | 2  | Gábor Talmácsi      | Fimmco Speed Up              | Speed Up     | 20   | +7.024    | 16º     | 10    |
| 7º   | 6  | Alex Debón          | Aeroport de Castello - Ajo   | FTR          | 20   | +7.808    | 15º     | 9     |
| 8º   | 3  | Simone Corsi        | JIR Moto2                    | MotoBi       | 20   | +11.691   | 7º      | 8     |
| 9º   | 65 | Stefan Bradl        | Viessmann Kiefer Racing      | Suter        | 20   | +15.958   | 20º     | 7     |
| 10º  | 48 | Shōya Tomizawa      | Technomag-CIP                | Suter        | 20   | +15.974   | 1º      | 6     |
| 11º  | 12 | Thomas Lüthi        | Interwetten Moriwaki         | Moriwaki     | 20   | +16.486   | 13º     | 5     |
| 12º  | 55 | Héctor Faubel       | Marc VDS Racing              | Suter        | 20   | +16.490   | 19º     | 4     |
| 13º  | 10 | Fonsi Nieto         | Holiday Gym G22              | Moriwaki     | 20   | +19.426   | 12º     | 3     |
| 14º  | 40 | Sergio Gadea        | Tenerife 40 Pons             | Pons Kalex   | 20   | +20.130   | 22º     | 2     |
| 15º  | 35 | Raffaele De Rosa    | Tech 3 Racing                | Tech 3       | 20   | +20.227   | 17º     | 1     |
| 16º  | 77 | Dominique Aegerter  | Technomag-CIP                | Suter        | 20   | +20.233   | 6º      |       |
| 17º  | 25 | Alex Baldolini      | Caretta Technology Race Dept | I.C.P.       | 20   | +25.738   | 14º     |       |
| 18º  | 8  | Anthony West        | MZ Racing                    | MZ-RE Honda  | 20   | +27.526   | 32º     |       |
| 19º  | 19 | Xavier Siméon       | Holiday Gym Racing           | Moriwaki     | 20   | +27.711   | 35º     |       |
| 20º  | 63 | Mike Di Meglio      | Mapfre Aspar                 | Suter        | 20   | +28.895   | 18º     |       |
| 21º  | 14 | Ratthapark Wilairot | Thai Honda PTT Singha SAG    | Bimota       | 20   | +36.263   | 24º     |       |
| 22º  | 45 | Scott Redding       | Marc VDS Racing              | Suter        | 20   | +44.281   | 10º     |       |
| 23º  | 68 | Yonny Hernández     | Blusens-STX                  | BQR-Moto2    | 20   | +46.446   | 33º     |       |
| 24º  | 4  | Ricard Cardús       | Maquinza-SAG                 | Bimota       | 20   | +47.620   | 36º     |       |
| 25º  | 80 | Axel Pons           | Tenerife 40 Pons             | Pons Kalex   | 20   | +47.798   | 21º     |       |
| 26º  | 71 | Claudio Corti       | Forward Racing               | Suter        | 20   | +47.966   | 23º     |       |
| 27º  | 61 | Vladimir Ivanov     | Gresini Racing               | Moriwaki     | 20   | +48.499   | 26º     |       |
| 28º  | 59 | Niccolò Canepa      | RSM Team Scot                | Suter        | 20   | +51.993   | 30º     |       |
| 29º  | 39 | Robertino Pietri    | Italtrans S.T.R.             | Suter        | 20   | +52.243   | 37º     |       |
| 30º  | 95 | Mashel Al Naimi     | Blusens-STX                  | BQR-Moto2    | 20   | +53.151   | 36º     |       |
| 31º  | 5  | Joan Olivé          | Jack & Jones by A.Banderas   | Promoharris  | 20   | +53.478   | 39º     |       |
| 32º  | 53 | Valentin Debise     | WTR San Marino               | ADV          | 20   | +1'00.080 | 28º     |       |
| 33º  | 88 | Yannick Guerra      | Holiday Gym G22              | Moriwaki     | 20   | +1'08.242 | 40º     |       |

### Ritirati
| Nº | Pilota          | Squadra                    | Motocicletta | Giri | Griglia |
| -- | --------------- | -------------------------- | ------------ | ---- | ------- |
| 44 | Roberto Rolfo   | Italtrans S.T.R.           | Suter        | 14   | 4º      |
| 11 | Yusuke Teshima  | JIR Moto2                  | MotoBi       | 12   | 29º     |
| 52 | Lukáš Pešek     | Matteoni CP Racing         | Moriwaki     | 9    | 25º     |
| 81 | Patrik Vostárek | Vector Kiefer Racing       | Suter        | 2    | 27º     |
| 9  | Kenny Noyes     | Jack & Jones by A.Banderas | Promoharris  | 1    | 31º     |
| 41 | Arne Tode       | Racing Team Germany        | Suter        | 0    | 8º      |

### Non partito
| Nº | Pilota        | Squadra               | Motocicletta | Griglia |
| -- | ------------- | --------------------- | ------------ | ------- |
| 17 | Karel Abraham | Cardion AB Motoracing | FTR          | 34º     |

## Classe 125
In questa classe sono quattro i piloti a cui vengono assegnate wildcard e sono: Ladislav Chmelik e Andrea Touskova su Honda, Luigi Morciano e Alessandro Tonucci su Aprilia. Da questa gara Isaac Viñales prende il posto di Michael van der Mark alla Lambretta.

### Arrivati al traguardo
| Pos. | Nº | Pilota              | Squadra                       | Motocicletta | Giri | Tempo     | Griglia | Punti |
| ---- | -- | ------------------- | ----------------------------- | ------------ | ---- | --------- | ------- | ----- |
| 1º   | 40 | Nicolás Terol       | Bancaja Aspar                 | Aprilia      | 19   | 43:49.303 | 2º      | 25    |
| 2º   | 44 | Pol Espargaró       | Tuenti Racing                 | Derbi        | 19   | +20.351   | 3º      | 20    |
| 3º   | 12 | Esteve Rabat        | Blusens-STX                   | Aprilia      | 19   | +20.555   | 12º     | 16    |
| 4º   | 94 | Jonas Folger        | Ongetta Team                  | Aprilia      | 19   | +29.529   | 13º     | 13    |
| 5º   | 84 | Jakub Kornfeil      | Racing Team Germany           | Aprilia      | 19   | +29.914   | 14º     | 11    |
| 6º   | 38 | Bradley Smith       | Bancaja Aspar                 | Aprilia      | 19   | +29.986   | 1º      | 10    |
| 7º   | 93 | Marc Márquez        | Red Bull Ajo Motorsport       | Derbi        | 19   | +31.405   | 4º      | 9     |
| 8º   | 53 | Jasper Iwema        | CBC Corse                     | Aprilia      | 19   | +32.973   | 17º     | 8     |
| 9º   | 71 | Tomoyoshi Koyama    | Racing Team Germany           | Aprilia      | 19   | +41.842   | 8º      | 7     |
| 10º  | 39 | Luis Salom          | Stipa-Molenaar Racing GP      | Aprilia      | 19   | +46.128   | 10º     | 6     |
| 11º  | 26 | Adrián Martín       | Aeroport de Castello - Ajo    | Aprilia      | 19   | +46.759   | 22º     | 5     |
| 12º  | 23 | Alberto Moncayo     | Andalucia Cajasol             | Aprilia      | 19   | +47.630   | 15º     | 4     |
| 13º  | 78 | Marcel Schrötter    | Interwetten Honda             | Honda        | 19   | +50.657   | 18º     | 3     |
| 14º  | 69 | Louis Rossi         | CBC Corse                     | Aprilia      | 19   | +50.728   | 21º     | 2     |
| 15º  | 63 | Zulfahmi Khairuddin | AirAsia - Sepang Int. Circuit | Aprilia      | 19   | +55.490   | 23º     | 1     |
| 16º  | 11 | Sandro Cortese      | Avant Mitsubishi Ajo          | Derbi        | 19   | +1:00.902 | 5º      |       |
| 17º  | 35 | Randy Krummenacher  | Stipa-Molenaar Racing GP      | Aprilia      | 19   | +1:02.374 | 7º      |       |
| 18º  | 95 | Alessandro Tonucci  | Junior GP Racing Team FMI     | Aprilia      | 19   | +1:30.736 | 27º     |       |
| 19º  | 14 | Johann Zarco        | WTR San Marino                | Aprilia      | 19   | +1:50.616 | 9º      |       |
| 20º  | 50 | Sturla Fagerhaug    | AirAsia - Sepang Int. Circuit | Aprilia      | 19   | +1:53.811 | 20º     |       |
| 21º  | 72 | Marco Ravaioli      | Lambretta Reparto Corse       | Lambretta    | 19   | +1:54.419 | 28º     |       |
| 22º  | 55 | Isaac Viñales       | Lambretta Reparto Corse       | Lambretta    | 19   | +1:54.710 | 25º     |       |
| 23º  | 87 | Luca Marconi        | Ongetta Team                  | Aprilia      | 19   | +2:03.252 | 29º     |       |

### Ritirati
| Nº | Pilota           | Squadra                   | Motocicletta | Giri | Griglia |
| -- | ---------------- | ------------------------- | ------------ | ---- | ------- |
| 7  | Efrén Vázquez    | Tuenti Racing             | Derbi        | 17   | 6º      |
| 15 | Simone Grotzkyj  | Fontana Racing            | Aprilia      | 13   | 19º     |
| 48 | Ladislav Chmelik | Moto FGR                  | Honda        | 11   | 30º     |
| 32 | Lorenzo Savadori | Matteoni CP Racing        | Aprilia      | 10   | 24º     |
| 92 | Luigi Morciano   | Junior GP Racing Team FMI | Aprilia      | 8    | 26º     |
| 5  | Alexis Masbou    | Ongetta Team              | Aprilia      | 1    | 16º     |
| 99 | Danny Webb       | Andalucia Cajasol         | Aprilia      | 0    | 11º     |

### Non qualificata
| Nº | Pilota          | Squadra | Motocicletta |
| -- | --------------- | ------- | ------------ |
| 49 | Andrea Touskova | Moto 82 | Honda        |